# Teara luctipennis
Teara luctipennis är en fjärilsart som beskrevs av Walker 1869. Teara luctipennis ingår i släktet Teara och familjen tandspinnare. Inga underarter finns listade i Catalogue of Life.